# انرژی‌درمانی
انرژی‌درمانی شاخه‌ای از پزشکی جایگزین است که بر اساس یک باور شبهعلمی استوار است که شفادهنده‌ها می‌توانند «انرژی شفابخش» را به بیمار هدایت کنند و نتایج مثبتی را به همراه داشته باشند. در قلمرو پزشکی جایگزین، به‌ویژه در حوزه‌هایی که شامل عرفان و باطن‌گرایی هستند (مانند ریکی، یا طالع بینی)، زبان یا مجموعه‌ای از اصطلاحات منسجم یا یکپارچه وجود ندارد. در عوض، آنچه این حوزه را تعریف می‌کند، باورها و اعمال مشترکی است که در بین تمرین‌کنندگان و پیروان آن مشترک است. به عبارت دیگر، به جای وجود واژگان یا چارچوب استانداردی که همه افراد در این حوزه به آن پایبند باشند، آنچه آن‌ها را به هم پیوند می دهد، باورها و عملکردهای کلی مشترک است (شامل اعتقاد به انرژی های درون و اطراف موجودات زنده و جهان، ارتباطات معنوی، رویکردهای کل نگر برای شفا و...).
تا به حال مؤثر بودن این روش‌های درمانی، در هیچ‌یک از تحقیقات علمی ثابت نشده‌است. نتیجهٔ تحقیقات نشان داده‌است که انرژی درمانی، تأثیری بیشتر از پلاسیبو (اثرِ تلقین) ندارد. محققینِ مخالفِ انرژی‌درمانی، لیستی از افرادی را تهیه کرده‌اند که علی‌رغمِ ابتلا به بیماری‌های مهلک، با روی آوردن به انرژی‌درمانی و غفلت از درمان‌های پزشکی، جان خود را از دست داده‌اند.
روش‌های گوناگون انرژی‌درمانی در فلسفه، رویکرد و ریشه‌اشان تفاوت‌های زیادی با هم دارند. مرکز ملی پزشکی مکمل و جایگزین آمریکا انرژی‌درمانی را به دو دستهٔ کلی تقسیم می‌کند. درمان‌هایی که بر اساس نوعی انرژی هستند که به‌طور علمی تأیید نشده‌اند، و درمان‌هایی که بر پایهٔ نوع شناخته‌شده‌ای از انرژی مانند انرژی الکترومغناطیسی هستند.
در آمریکا، برخی از دستگاه‌های مربوط به انرژی‌درمانی به خاطر تبلیغات کلاه‌بردارانه غیرقانونی اعلام شده‌اند. در حال حاضر درمانگری از طریق انرژی درمانی در ایران نیز ممنوع است.

## انواع انرژی‌درمانی
واژهٔ «انرژی‌درمانی» پس از آغازبه‌کار سازمان ناسودبر «جامعهٔ بین‌المللی مطالعهٔ انرژی‌های حساس و انرژی‌درمانی» در دههٔ ۱۹۸۰ سر زبان‌ها افتاد. دو کتاب نیز هردو به نام «انرژی‌درمانی» چاپ شدند که یکی راهنمای پزشکان بود و دیگری مروری بر آخرین یافته‌های پژوهشی دربارهٔ انرژی‌درمانی. بر اساس انرژی‌درمانی، نامیزان‌بودن «میدان انرژی» بدن به بیماری می‌انجامد، و با میزان کردن این میدان انرژی انسان تندرستی خود را بازمی‌یابد.
مرکز ملی پزشکی مکمل و جایگزین ایالات متحده بین دو گونه از انرژی‌درمانی فرق می‌گذارد: نوعی که بر پایهٔ انرژی‌های واقعی و شناخته‌شدهٔ فیزیکی است، و نوعی که بر پایهٔ انرژی‌هایی با سرچشمهٔ ناشناخته است، مانند مفهوم چینی چی یا مفهوم هندی پرانا که به عنوان پزشکی سنتی آن کشورها به کار می‌رود. این انرژی‌های ناشناخته هیچ تعریف روشن سنجش‌پذیر یا ابطال‌پذیری ندارند.
- در دستهٔ اول (انرژی‌های شناخته‌شده) مغناطیس‌درمانی و نوردرمانی هستند، که به‌طور کلی به آن‌ها الکترومغناطیس‌درمانی می‌گویند. درمان‌های پزشکی رایج که در آن‌ها تابش الکترومغناطیسی به کار می‌رود (رادیوتراپی) به نام الکترومغناطیس‌درمانی خوانده نمی‌شوند.
- در دستهٔ دوم (انرژی‌های ناشناخته) acupuncture و qi gong و Reiki و دیگر مفهوم‌های مربوط به Qi قرار می‌گیرند. همچنین مفهوم پرانا در پزشکی آیورودا و هومیوپاتی و تماس درمانی و درمان از راه دور.

حتی درمان‌های جایگزین مانند الکترومغناطیس‌درمانی که انرژی‌های شناخته‌شده را به کار می‌برند، ممکن است ادعاهایی بکنند که با شواهد تأیید نشده‌اند. بسیاری از ادعاها دربارهٔ انرژی‌هایی گفته می‌شوند که هنوز به درستی شناخته نشده‌اند یا مربوط به مفهوم دینی روح هستند. در سدهٔ ۱۸۰۰ میلادی، الکتریسیته و مغناطیس در مرزهای دانش قرار داشت و حقه‌گری‌های الکتریکی فراوان بود. در سدهٔ ۱۹۰۰ میلادی ادعاهای درمانی دربارهٔ مواد پرتوزا جان‌های بسیاری را به خطر انداخت. در سدهٔ ۲۰۰۰ هم مکانیک کوانتومی و نظریهٔ وحدت بزرگ چنین فرصت‌هایی را در اختیار می‌گذارد.
در سال ۲۰۰۷ روزنامهٔ سیاتل تایمز گزارش داد که هزاران دستگاهی که مدعی به‌کاربردن انرژی‌درمانی بوده‌اند و بسیاری‌شان غیرقانونی یا خطرناک هم بودند، در صدها دادگاه در آمریکا بررسی شده‌اند. این روزنامه انرژی‌درمانی را به عنوان مهرهٔ مار دنیای مدرن معرفی کرد که نشان‌دهندهٔ کمبود مقررات در این باره و شیوع گستردهٔ ادعاهای تجاری غلط یا اثبات‌نشده هستند.
پس از این گزارش، دو نمونه از این دستگاه‌ها در آمریکا غیرقانونی اعلام شدند.

## تحقیقات
در سال ۲۰۰۰ پس از ۲۳ مورد آزمایشی که با استفاده از روشِ درمان از راه دور انجام شده بود، به دلیل «محدودیت‌های متدولوژیک» نتیجه‌ای قطعی به دست نیامد. ادزارد ارنست رهبر این گروه تحقیقی، در سال ۲۰۰۱ دربارهٔ این آزمایش چنین توضیح داد که «حدودِ نیمی از این آزمایش‌ها، نشان‌دهندهٔ مؤثر بودنِ درمان است.» با این حال وی متذکر شد که شواهد، «بسیار متناقض» بوده و «محدودیت‌های متدولوژیک، مانع از نتیجه‌گیری قطعی دربارهٔ این آزمایش است». او همچنین چنین نتیجه‌گیری کرد که «تا زمانی که این روشِ درمانی، به عنوان جایگزینِ سایرِ روش‌های درمانیِ مؤثر، تجویز نشده باشد، می‌تواند تقریباً بدونِ ریسک باشد.» در سال ۲۰۰۱ نتایجِ آزمایشِ بالینیِ تصادفی که توسط همان گروهِ تحقیقیِ قبلی انجام شده بود، نشان‌دهندهٔ بی‌اثر بودن این روش است. این آزمایش نشان داد که از نظر آماری، تفاوتی بین انرژی‌درمانی از راهِ دور و گروهِ کنترل (انرژی‌درمانیِ شبیه‌سازی شده) وجود نداشته و دردهای مزمنِ بیماران، در هر دو گروه یکسان بوده‌است. در سال ۲۰۰۳، ادزارد ارنست طیِ به روز رسانی تحقیقات قبلی اش و با در نظر گرفتن تحقیقاتِ دیگر در این زمینه، نتیجه‌گیری کرده‌است که این روش درمانی ممکن است، «با اثرات زیان باری همراه شود.» همچنین شواهد نشان می‌دهند که انرژی‌درمانی از راه دور، «اثری بیش از پلاسیبو ندارد.»
در سال ۱۹۹۸ در آزمایشی که امیلی روزا انجام داد، مشخص شد که از میان ۲۳ درمانگری که ادعا می‌کردند از طریق لمس درمانی قادر به درمانگری هستند، هیچ‌کدام قادر به تشخیص «میدان انرژیِ» فردِ محقق نبودند. در پایانِ این پژوهش چنین نتیجه‌گیری شد که عدم توانایی مدعیان لمس درمانی در اثبات توانایی‌اشان در تشخیص میدان انرژی که بنیادی‌ترین مورد ادعایشان است، نشان‌دهندهٔ بی‌اساس بودن این نوع از درمانگری است.
در سال ۲۰۰۱ آزمایش بالینی تصادفی بر روی ۱۲۰ بیمار با درد مزمن که به صورت تصادفی انتخاب شده بودند، انجام گرفت که نتیجهٔ آزمایش‌ها، نتوانستند اثربخشی انرژی‌درمانی «از راه دور» یا «چهره به چهره» را نشان دهند. پژوهشگران در یک مطالعهٔ نظام‌مند در سال ۲۰۰۸ نیز به این نتیجه رسیدند که شواهد قانع‌کننده‌ای مبنی بر اثربخش بودن این نوع از درمانگری در تسکین دردهای نورالژی و نوروپاتیک وجود ندارد. این گروه از محققان در کتابی که با عنوان شعبده بازی یا درمان (Trick or Treatment) در همان سال منتشر شد، اعلام کردند که «این نوع از معالجه از نظر بیولوژیکی غیرمحتمل بوده و تأثیر آن در حد پلاسیبو (دارونما) است.» به گفتهٔ این پژوهشگران، «در بهترین حالت، این نوع از درمان، موجبِ تسلیِ بیمار شده و در بدترین حالت، موجب می‌شود که افرادی شارلاتان با چنین ادعاهایی از بیمارانی که نیاز به مراقبت‌های فوری پزشکی دارند، کسب درآمد کنند.» مطالعهٔ دیگری که در سال ۲۰۱۴ روی بیماران مبتلا به سرطان روده بزرگ انجام شده بود، نشان داد که انرژی‌درمانی، هیچ تأثیر مثبتی بر کیفیت زندگی، علایم افسردگی و کیفیت خواب بیماران نداشته‌است.